# Nhà Cú
The Owl House (tạm dịch: Nhà cú) là một loạt phim hoạt hình của Mỹ được tạo ra bởi Dana Terrace và Disney Television Animation sản xuất. Phim được công chiếu trên Disney Channel vào ngày 10 tháng 1 năm 2020 đến ngày 8 tháng 4 năm 2023.
Vào tháng 11 năm 2019, khi phần đầu ra mắt, phim đã được thông báo sẽ có phần hai, được công chiếu vào ngày 12 tháng 6 năm 2021. Vào tháng 5 năm 2021, trước khi công chiếu mùa thứ hai, loạt phim được kéo dài tới phần thứ ba bao gồm ba tập đặc biệt, và cũng là mùa cuối của loạt phim, với Terrace công bố rằng chương trình bị rút ngắn do "không phù hợp với thương hiệu của Disney", cuối cùng thông báo rằng cô ấy sẽ rời Disney sau khi hoàn thành tập cuối cùng. Tập đầu tiên của mùa cuối cùng được công chiếu vào ngày 15 tháng 10 năm 2022, tiếp theo là tập thứ hai vào ngày 21 tháng 1 năm 2023 và tập cuối của loạt phim vào ngày 8 tháng 4 năm 2023.
The Owl House đã nhận được sự hoan nghênh rộng rãi từ giới phê bình và người hâm mộ, được yêu thích bởi hoạt họa, sự hài hước, nhân vật, lồng tiếng, chủ đề, sức nặng cảm xúc và sự hiện diện của cộng đồng LGBTQ+. Đồng thời, đây là series đầu tiên của Disney có nhân vật chính là người đồng tính, bao gồm các nhân vật chính, phụ huynh của một số nhân vật và các nhân vật phi nhị nguyên giới. Phim cũng đã giành được giải thưởng về chương trình dành cho Trẻ em & Thanh thiếu niên tại Lễ trao giải Peabody năm 2021.

## Nội dung
Phim kể về hành trình của cô bé Luz Noceda, 14 tuổi, người Mỹ gốc Dominica, khi cô vô tình bị lạc vào Đảo Sôi Sục, nơi ở của các loài sinh vật kỳ lạ và cả những phù thủy. Tại đây, cô gặp được Edalyn Clawthorne (thường gọi là Eda) và được ở lại nhà của Eda. Ở đó, cô tiếp tục gặp được King, một con quỷ nhỏ con và chú cú Hooty, chú cú trên cửa nhà Eda. Tuy nhiên, Eda là một phù thủy bị truy nã, nên cuộc sống của bà không yên ổn lắm và luôn bị triều đình tìm cách bắt lại. Về phần Luz, cô đã được Eda giúp đỡ để học phép thuật, và sau đó được nhận vào trường phép thuật Hexside, cũng là ngôi trường cũ của Eda.